# Grosser Neukogel
Grosser Neukogel är ett berg i Österrike.   Det ligger i distriktet Wiener Neustadt-Land och förbundslandet Niederösterreich, i den östra delen av landet, 50 km sydväst om huvudstaden Wien. Toppen på Grosser Neukogel är 1 030 meter över havet, eller 26 meter över den omgivande terrängen. Bredden vid basen är 0,31 km. Grosser Neukogel ingår i Schneeberg.
Terrängen runt Grosser Neukogel är huvudsakligen kuperad. Närmaste större samhälle är Berndorf, 17,6 km nordost om Grosser Neukogel. 
I omgivningarna runt Grosser Neukogel växer i huvudsak blandskog. Runt Grosser Neukogel är det ganska tätbefolkat, med 75 invånare per kvadratkilometer.